# Łukasz Bejger
Łukasz Bejger (Golub-Dobrzyń, 11 gennaio 2002) è un calciatore polacco, difensore del Celje.

## Carriera

### Club
Cresciuto nel settore giovanile del Lech Poznań, nel 2018 viene acquistato dal Manchester Utd, dove gioca nel settore giovanile per tre stagioni.
Nel 2021 fa ritorno in patria firmando a titolo definitivo con lo Śląsk Breslavia; debutta fra i professionisti il 28 febbraio in occasione dell'incontro di Ekstraklasa vinto 2-1 contro il Pogoń Stettino.

### Nazionale
Ha giocato nelle nazionali giovanili polacche Under-16, Under-17, Under-19, Under-20 ed Under-21.

## Statistiche
Statistiche aggiornate al 17 dicembre 2021.

### Presenze e reti nei club
| Stagione        | Squadra         | Campionato      | Campionato | Campionato | Coppe nazionali | Coppe nazionali | Coppe nazionali | Coppe continentali | Coppe continentali | Coppe continentali | Altre coppe | Altre coppe | Altre coppe | Totale | Totale | Totale |
| Stagione        | Squadra         | Comp            | Pres       | Reti       | Comp            | Pres            | Reti            | Comp               | Pres               | Reti               | Comp        | Pres        | Reti        | Pres   | Reti   |        |
| --------------- | --------------- | --------------- | ---------- | ---------- | --------------- | --------------- | --------------- | ------------------ | ------------------ | ------------------ | ----------- | ----------- | ----------- | ------ | ------ | ------ |
| 2020-2021       | Śląsk Breslavia | EK              | 11         | 0          | CP              | 0               | 0               |                    | -                  | -                  |             | -           | -           | 11     | 0      |        |
| 2021-2022       | Śląsk Breslavia | EK              | 14         | 0          | CP              | 0               | 0               | UECL               | 1                  | 0                  |             | -           | -           | 15     | 0      |        |
| Totale carriera | Totale carriera | Totale carriera | 25         | 0          |                 | 0               | 0               |                    | 1                  | 0                  |             | -           | -           | 26     | 0      |        |

## Palmarès

### Club

#### Competizioni nazionali
- Coppa di Slovenia: 1

Celje: 2024-2025